# Renault Laguna
De Renault Laguna is een comfortabele middenklasser van de Franse autobouwer Renault.
De auto werd gepresenteerd in 1994 als de opvolger van de Renault 21 en eind 2001 opgevolgd door de compleet vernieuwde Laguna II die in 2007 weer werd opgevolgd door de Laguna III. Dit laatste model is tot november 2015 in Nederland geleverd.

## Generaties

### Eerste generatie
De eerste generatie van de Laguna werd gepresenteerd begin 1994 als vervanger van de Renault 21, die geleverd werd als een sedan, hatchback en de populaire Nevada (station/break/estate). De Nevada uitvoering van de Renault 21 werd nog tot eind 1995 verkocht totdat de Laguna Break werd geïntroduceerd als opvolger van de Nevada.
Het ontwerp van de auto is tot stand gekomen onder leiding van Patrick le Quément, hoofd design van Renault.
De Laguna werd geleverd met een ruim aanbod aan motoren. De 1.8 achtkleppenmotor was een heel lange tijd de basismotor van de Lagunaserie, de motor had een vermogen van 95 pk. De 1.8 achtkleppenmotor was lange tijd de middelste motor uit de serie, de 2.0 8v had een vermogen van 115 pk. Daarnaast was er ook een 2.0 16v motor met 140 pk leverbaar in de sportievere RTI uitvoering. Bovenaan het motorenaanbod stond een V6. Aanvankelijk werd een V6 PRV-motor van 3 liter met 170 pk (type Z7X) ingebouwd. Deze motor werd opgevolgd door de V6 ESL-motor, een nieuw ontwikkelde V6 die een stuk zuiniger en lichter was en over meer vermogen beschikte. De V6 was leverbaar in combinatie met een automaat en met een handgeschakelde versnellingsbak.
Kort hierna introduceerde Renault een dieselmotor voor de Laguna. De speciaal voor de Laguna ontwikkelde nieuwe 2.2l atmosferische dieselmotor. De 2.2 dieselmotor zonder turbo met 12 kleppen had relatief weinig vermogen (ongeveer 80 pk) maar stond te boek als zuinig.
Kort na de introductie van deze ongeblazen 2.2, voegde Renault een turbo-variant van de motor met 115 pk toe aan het assortiment.
In de latere uitvoeringen van de Laguna I (phase II) werden de motoren vervangen/aangevuld door een 1.6 16 kleppen benzinemotor van 110 pk een 1.8 16 kleppen van 125 pk en een vernieuwde 2.0 16 kleppen van wederom 140 pk. De dieselmotoren werden ook vervangen/aangevuld met de 1.9 dTi en 1.9 dCi, allebei turbomotoren met directe inspuiting en de laatste is voorzien van commonrailinspuiting.
Vrijwel alle uitvoeringen van de Laguna I zijn geleverd met stuurbekrachtiging, elektrische ramen voor, bestuurdersairbag en centrale deurvergrendeling met afstandsbediening. De meeste modellen waren ook nog voorzien van een passagiersairbag, ABS (Anti-Blokkeer-Systeem), airco en een radio-cd-speler als standaard uitrusting of als optie.
Begin 1998 kreeg de Laguna een redelijk grote facelift waarbij vooral de voorkant en achterkant werden aangepakt. De koplampen van de auto werden vervangen door exemplaren met helder glas. De achterlichten werden ook opnieuw ontworpen en kregen gele knipperlichten. De bumpers voor en achter werden ook vernieuwd. Een aantal nieuwe kleuren en wieldoppen/lichtmetalen velgen werden leverbaar. De motoren kregen een update zoals hierboven al te lezen was. Heel grote veranderingen waren er verder niet.
In 2000 was het einde in zicht voor de eerste generatie Laguna. In die periode werd de Laguna helemaal volgeladen met opties om de auto nog aantrekkelijk voor kopers te houden. Eind 2000 werd de eerste generatie Laguna opgevolgd door haar opvolger de Laguna II.

#### Benzinemotoren
| Type       | Motor     | Motor     | Motor   | Vermogen | Koppel | Jaartal     |
| Type       | Inhoud    | Cilinders | Kleppen | Vermogen | Koppel | Jaartal     |
| ---------- | --------- | --------- | ------- | -------- | ------ | ----------- |
| 1.8        | 1.783 cm³ | 4-in-lijn | 8V      | 95 pk    | 142 Nm | 1994 - 1996 |
| 1.8        | 1.783 cm³ | 4-in-lijn | 8V      | 95 pk    | 148 Nm | 1996 - 1999 |
| 1.6 16V    | 1.598 cm³ | 4-in-lijn | 16V     | 110 pk   | 148 Nm | 1998 - 2001 |
| 2.0        | 1.998 cm³ | 4-in-lijn | 8V      | 115 pk   | 168 Nm | 1994 - 2001 |
| 1.8 16V    | 1.783 cm³ | 4-in-lijn | 16V     | 120 pk   | 165 Nm | 1998 - 2001 |
| 2.0(S) 16V | 1.948 cm³ | 4-in-lijn | 16V     | 140 pk   | 182 Nm | 1995 - 2001 |
| 3.0 V6     | 2.963 cm³ | V6        | 12V     | 170 pk   | 235 Nm | 1994 - 1997 |
| 3.0 V6 24V | 2.946 cm³ | V6        | 24V     | 194 pk   | 267 Nm | 1997 - 2001 |

#### Dieselmotoren
| Type    | Motor     | Motor     | Motor   | Vermogen | Koppel | Jaartal     |
| Type    | Inhoud    | Cilinders | Kleppen | Vermogen | Koppel | Jaartal     |
| ------- | --------- | --------- | ------- | -------- | ------ | ----------- |
| 2.2 d   | 2.188 cm³ | 4-in-lijn | 12V     | 84 pk    | 142 Nm | 1995 - 1998 |
| 1.9 dTi | 1.870 cm³ | 4-in-lijn | 8V      | 100 pk   | 196 Nm | 1998 - 2001 |
| 2.2 dT  | 2.188 cm³ | 4-in-lijn | 12V     | 116 pk   | 234 Nm | 1996 - 1998 |
| 2.2 dT  | 2.188 cm³ | 4-in-lijn | 12V     | 115 pk   | 250 Nm | 1998 - 2000 |
| 1.9 dCi | 1.870 cm³ | 4-in-lijn | 8V      | 100 pk   | 250 Nm | 1999 - 2001 |

### Tweede generatie
Aan het eind van 2000, na bijna zeven jaar productie, werd de eerste generatie Laguna opgevolgd door een compleet vernieuwd model. Het nieuwe model deelt het chassis met de Nissan Primera, die een jaar later geïntroduceerd werd. Vrijwel alle motoren zijn vervangen en/of verbeterd ten opzichte van het vorige model. Bijna alle Renault benzinemotoren die leverbaar zijn in de Laguna II zijn allemaal voorzien van 16 kleppen. De 3.0 V6 is voorzien van 24 kleppen. Het uitrustingsniveau is ook sterk toegenomen ten opzichte van het vorige model.
De Renault Laguna was de eerste auto die de maximale score van 5 sterren behaalde in de EuroNCAP-crashtest. Opmerkelijk is dat de Laguna II geen gebruik meer maakt van een sleutel om de portieren te ontgrendelen en de motor te starten, maar van een elektronische kaart met het formaat van een creditcard. Bij sommige modellen functioneert de kaart volledig automatisch; bij het benaderen van de auto ontgrendelt de auto zonder dat de gebruiker daar iets voor hoeft te doen, en bij weglopen gaat de Laguna uit zichzelf weer op slot. Helaas staat de eerste generatie van de kaart niet bekend om zijn betrouwbaarheid, evenals de rest van het elektronische systeem, dat nogal door kinderziekten werd geplaagd. De Laguna II kwam onderaan verschillende betrouwbaarheids- en tevredenheidsstatistieken te staan.
De stationwagenuitvoering van de Laguna II wordt in Nederland Grand Tour genoemd, maar gaat in sommige andere landen onder de naam Estate door het leven. In tegenstelling tot eerdere modellen is de Laguna II Grand Tour enkel te verkrijgen als vijfzitter; een zevenpersoonsuitvoering is niet meer leverbaar. Dit sluit aan op de nieuwe positionering van de Grand Tour ten opzichte van zijn voorganger. Was de Laguna I nog een klassieke stationcar met veel nadruk op onder meer een grote bagageruimte, de nieuwe Grand Tour is veel meer een zogenaamde "lifestyle" stationcar.
De Laguna 2 onderging in maart 2005 een facelift, toen is de voorkant aanzienlijk veranderd. Verder is er chroom gebruikt om de auto iets op te frissen.
Het interieur is ook veranderd en is er een strip die over het dashboard loopt en zijn er enkele kleine veranderingen in de middenconsole aanwezig.
Een grote verandering in het interieur van de phase 2 is het optionele navigatiesysteem, deze is nu uitgerust met dvd en 3D-"birdview"-weergave. Ook is de bediening van het nieuwe navigatiesysteem een stuk veranderd, zo zijn er knoppen in de tunnel aanwezig met een "joystick".
Motorisch is er weinig veranderd, de 1.8 16 V is uit het programma verdwenen, omdat de keuze tussen 1.6 16 V en 2.0 16 V voldoende was volgens Renault. Een nieuwe motor deed zijn intrede, de direct ingespoten commonrail-dieselmotor: 2.0 DCI.
Verder deed het roetfilter zijn intrede bij de dieselmotoren.

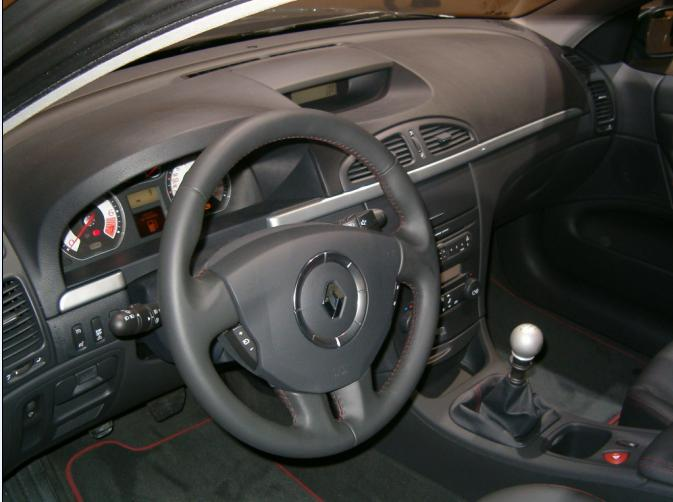
Het nieuwe interieur van de Laguna 2 phase 2

Ook bleek deze 2e generatie van de Laguna II een stuk betrouwbaarder, en staat zelfs bovenaan de eerder genoemde betrouwbaarheids-statistieken.

#### Benzinemotoren
| Type             | Motor     | Motor     | Motor   | Vermogen | Koppel | Jaartal     |
| Type             | Inhoud    | Cilinders | Kleppen | Vermogen | Koppel | Jaartal     |
| ---------------- | --------- | --------- | ------- | -------- | ------ | ----------- |
| 1.6 16V          | 1.598 cm³ | 4-in-lijn | 16V     | 107 pk   | 148 Nm | 2001 - 2005 |
| 1.6 16V          | 1.598 cm³ | 4-in-lijn | 16V     | 112 pk   | 151 Nm | 2005 - 2007 |
| 1.8 16V          | 1.783 cm³ | 4-in-lijn | 16V     | 120 pk   | 170 Nm | 2001 - 2005 |
| 2.0 16V          | 1.998 cm³ | 4-in-lijn | 16V     | 135 pk   | 191 Nm | 2002 - 2007 |
| 2.0 16V IDE      | 1.998 cm³ | 4-in-lijn | 16V     | 140 pk   | 200 Nm | 2001 - 2002 |
| 2.0 16V Turbo    | 1.998 cm³ | 4-in-lijn | 16V     | 163 pk   | 270 Nm | 2003 - 2005 |
| 2.0 16V Turbo    | 1.998 cm³ | 4-in-lijn | 16V     | 170 pk   | 270 Nm | 2005 - 2007 |
| 2.0 16V Turbo GT | 1.998 cm³ | 4-in-lijn | 16V     | 205 pk   | 300 Nm | 2005 - 2007 |
| 3.0 V6 24V       | 2.946 cm³ | V6        | 24V     | 207 pk   | 285 Nm | 2001 - 2005 |
| 3.0 V6 24V       | 2.946 cm³ | V6        | 24V     | 207 pk   | 280 Nm | 2005 - 2007 |

#### Dieselmotoren
| Type    | Motor     | Motor     | Motor   | Vermogen | Koppel | Jaartal     |
| Type    | Inhoud    | Cilinders | Kleppen | Vermogen | Koppel | Jaartal     |
| ------- | --------- | --------- | ------- | -------- | ------ | ----------- |
| 1.9 dCi | 1.870 cm³ | 4-in-lijn | 8V      | 92 pk    | 230 Nm | 2005 - 2006 |
| 1.9 dCi | 1.870 cm³ | 4-in-lijn | 16V     | 100 pk   | 200 Nm | 2001 - 2005 |
| 1.9 dCi | 1.870 cm³ | 4-in-lijn | 8V      | 110 pk   | 260 Nm | 2005 - 2007 |
| 1.9 dCi | 1.870 cm³ | 4-in-lijn | 8V      | 120 pk   | 270 Nm | 2001 - 2005 |
| 1.9 dCi | 1.870 cm³ | 4-in-lijn | 8V      | 120 pk   | 300 Nm | 2005 - 2005 |
| 1.9 dCi | 1.870 cm³ | 4-in-lijn | 16V     | 130 pk   | 300 Nm | 2005 - 2007 |
| 2.2 dCi | 2.188 cm³ | 4-in-lijn | 16V     | 150 pk   | 320 Nm | 2003 - 2005 |
| 2.0 dCi | 1.995 cm³ | 4-in-lijn | 16V     | 150 pk   | 340 Nm | 2005 - 2007 |
| 2.0 dCi | 1.995 cm³ | 4-in-lijn | 16V     | 175 pk   | 360 Nm | 2006 - 2007 |

### Derde generatie

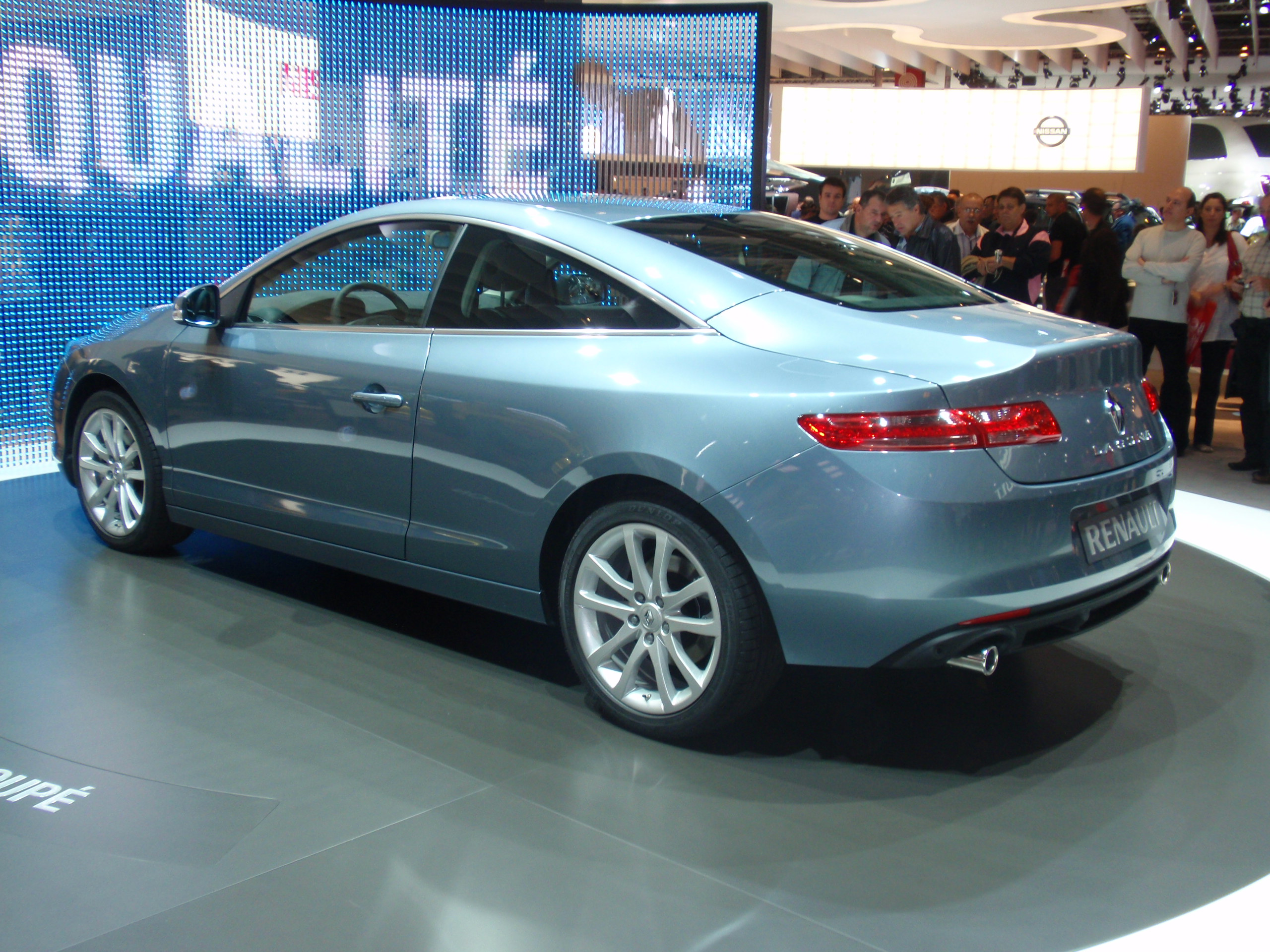
De in 2008 geïntroduceerde Renault Laguna Coupé

De Laguna III is geïntroduceerd in oktober 2007, eerst in de hatchbackuitvoering, niet veel later gevolgd door de stationwagenuitvoering (december 2007). Met de Laguna III wil Renault een nieuwe standaard zetten op het gebied van kwaliteit auto's in het D-segment. Waar de Laguna II 2001/2002 nog weleens storingsgevoelig wilde zijn, moet de nieuwe Laguna III dat doen vergeten. Verder is de Laguna III evenals zijn voorganger voorzien van tal van veiligheidsvoorzieningen. Zo heeft de Laguna III geen knie-airbag, maar een speciale driepunts veiligheidsgordel die de bestuurder in geval van een aanrijding moet beschermen tegen het dashboard.
"Estate" is de nieuwe naam van de stationwagenuitvoering, die voorheen Grand Tour werd genoemd. Renault trekt hiermee de benamingen gelijk op de verschillende markten. Op de Franse en Engelse markt was de benaming Estate reeds het geval bij de Laguna II. Tevens wordt naamsverwarring voorkomen met de sportieve versie, de Laguna GT, die in begin 2008 geïntroduceerd is. Vlak hierna is er ook nog een coupé variant op de markt gekomen.
In Nederland bestaat het motorengamma voor de Laguna uit een 1.6 16V en twee 2.0 16V benzine- en drie verschillende 2.0 16V dieselmotoren. Ook beschikbaar is de vernieuwde 1.5dCi met 110pk.
De coupé heeft de beschikking over de basismotoren, een nieuwe 3.0 V6 dCi turbo diesel en een vernieuwde 3.5 V6 benzine variant.
De Laguna III is tot november 2015 in Nederland geleverd; vanaf augustus 2013 alleen nog met dieselmotoren. Vanaf 2009 waren de verkoopcijfers laag en in het laatste jaar 2015 werden er in Nederland nog maar 23 verkocht.

#### Benzinemotoren
| Type             | Motor     | Motor     | Motor   | Vermogen | Koppel | Jaartal     |
| Type             | Inhoud    | Cilinders | Kleppen | Vermogen | Koppel | Jaartal     |
| ---------------- | --------- | --------- | ------- | -------- | ------ | ----------- |
| 1.6 16V          | 1.598 cm³ | 4-in-lijn | 16V     | 110 pk   | 151 Nm | 2007 - 2010 |
| 2.0 16V          | 1.997 cm³ | 4-in-lijn | 16V     | 140 pk   | 195 Nm | 2007 - 2013 |
| 2.0 16V Turbo    | 1.997 cm³ | 4-in-lijn | 16V     | 170 pk   | 270 Nm | 2007 - 2013 |
| 2.0 16V Turbo GT | 1.998 cm³ | 4-in-lijn | 16V     | 205 pk   | 300 Nm | 2008 - 2013 |
| 3.5 V6 24V       | 3.498 cm³ | V6        | 24V     | 240 pk   | 330 Nm | 2008 - 2011 |

#### Dieselmotoren
| Type       | Motor     | Motor     | Motor   | Vermogen | Koppel | Jaartal     |
| Type       | Inhoud    | Cilinders | Kleppen | Vermogen | Koppel | Jaartal     |
| ---------- | --------- | --------- | ------- | -------- | ------ | ----------- |
| 1.5 dCi    | 1.461 cm³ | 4-in-lijn | 16V     | 110 pk   | 260 Nm | 2009 - 2015 |
| 2.0 dCi    | 1.995 cm³ | 4-in-lijn | 16V     | 130 pk   | 320 Nm | 2007 - 2009 |
| 2.0 dCi    | 1.995 cm³ | 4-in-lijn | 16V     | 150 pk   | 340 Nm | 2007 - 2015 |
| 2.0 dCi    | 1.995 cm³ | 4-in-lijn | 16V     | 175 pk   | 380 Nm | 2007 - 2015 |
| 2.0 dCi GT | 1.995 cm³ | 4-in-lijn | 16V     | 180 pk   | 400 Nm | 2008 - 2013 |
| 3.0 dCi    | 2.993 cm³ | V6        | 24V     | 235 pk   | 450 Nm | 2008 - 2011 |

## Verkoopcijfers in Nederland vanaf 1994 tot 2015
| Verticaal staafdiagram van verkoopcijfers Nederland van tussen 1994 en 2015 |
| --------------------------------------------------------------------------- |
|                                                                             |

Totaal : 113053